# Conférence de Kreuznach (19 décembre 1917)
Vous lisez un « bon article » labellisé en 2022.
Pour les articles homonymes, voir Conférence de Kreuznach.
La conférence de Kreuznach du 19 décembre 1917 est une conférence gouvernementale allemande, réunie sous la présidence de l'empereur Guillaume II à Bad Kreuznach, siège de l'Oberste Heeresleitung, le commandement suprême de l'armée impériale allemande. Cette conférence se tient alors que, conformément aux clauses de l'armistice signé le 15 décembre précédent avec les Russes, des pourparlers doivent s'ouvrir le 22 décembre à Brest-Litovsk. Cette rencontre a ainsi pour objectif de définir la composition de la délégation allemande et les conditions auxquelles le Reich serait prêt à accepter la paix avec la Russie ; dans ce cadre, cette conférence constitue également un nouveau prétexte de confrontation entre représentants du gouvernement civil, partisans d'une politique de contrôle indirect, et les militaires, partisans de larges annexions territoriales, notamment dans les pays baltes.

## Contexte

### Un changement de paradigme
Durant les trois premières années de la Première Guerre mondiale, les responsables politiques allemands se prononcent en majorité en faveur d'une politique de larges annexions aux dépens de la Russie. Le début de l'année 1917, marqué par la Révolution en Russie, se caractérise par une modification de la formulation des buts de guerre allemands.
Cette mutation ne remet cependant pas en cause de façon fondamentale les buts de guerre du Reich, mais incite les responsables politiques allemands à les appuyer sur les revendications des minorités allemandes ou leurs représentants siégeant au sein des assemblées mises en place ou réactivées après la Révolution de Février. Dans ce contexte, le Reich n'aspire plus à annexer des territoires russes, mais à établir des États indépendants, liés au Reich par des accords de longue durée dans les domaines politiques, économiques et militaires donnant aux Allemands une influence prépondérante.

### La conférence des6 et7 décembre 1917
Durant les semaines qui suivent la prise du pouvoir par les bolcheviks et la publication de l'appel de Lénine à la paix générale, le gouvernement impérial multiplie les conférences afin de préparer les négociations germano-russes qui semblent destinées à s'ouvrir rapidement. Ainsi, le conseil de la couronne réuni à Berlin les 6 et 7 décembre 1917 définit les objectifs allemands à poursuivre lors des négociations avec les représentants du pouvoir russe ; Paul von Hindenburg et Erich Ludendorff, les Dioscures, l'empereur et le chancelier renoncent à toute indemnité de guerre, mais souhaitent renforcer les liens entre le Reich et les nouveaux États qui se mettent progressivement en place en Pologne et dans les pays baltes.  
Conformément aux dispositions entérinées à Kreuznach en avril et en mai 1917, Erich Ludendorff insiste auprès de son subordonné, Max Hoffmann, pour que ces États soient proclamés indépendants conformément au respect du principe du droit des peuples, mais aussi pour qu'ils demeurent sous un strict contrôle du Reich sur les plans politique, économique et militaire.

### Les Germano-baltes favorables auReich
Ainsi, durant la seconde moitié de l'année 1917, le gouvernement impérial reconnaît les assemblées représentatives baltes, en Livonie, en Courlande, en Estonie. Toutefois, en Courlande, le Landtag, mis en place lors de l'annexion russe, se réunit et demande l'annexion au Reich, ; de plus, l'occupation allemande de la Courlande permet une étroite collaboration entre les représentants de l'administration militaire allemande et la noblesse courlandaise, composée de germano-baltes. 
En Estonie et en Lettonie, le maintien de la présence russe entraîne ces régions dans les soubresauts révolutionnaires que connaît alors la Russie. Les statuts particuliers de ces provinces au sein de l'empire russe, garantissant la domination de la noblesse allemande, sont abolis dès les premiers jours du pouvoir bolchevik et les Stände sont abolis le 24 novembre 1917. Face à cette situation, les Landtäge de Livonie et d'Estonie demandent l'intervention des troupes allemandes le 4 décembre 1917.

### Le Reich et le pouvoir bolchevik
Depuis la prise du pouvoir par les Bolcheviks, le conseil des commissaires du peuple dirigé par Lénine tente de mettre un terme à la participation russe au conflit. Lénine multiplie ainsi les demandes de cessation des hostilités, ce qu'il parvient à obtenir le 15 décembre. L'armistice entre en vigueur le jour même.
Dans ce contexte, les responsables de la quadruplice multiplient les rencontres afin de définir l'attitude à adopter vis-à-vis du pouvoir alors en place à Petrograd dans les négociations à venir. Il ressort de ces pourparlers que la nature du régime en place en Russie n'a aucune importance à leurs yeux, pourvu que ses représentants souhaitent l'ouverture de négociations de paix et accordent la cession au Reich des territoires convoités.

## Participants

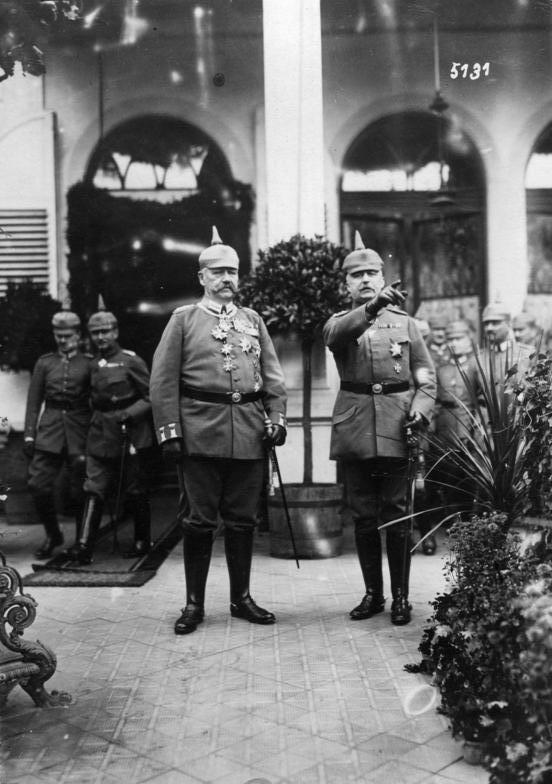
Les Dioscures Paul von Hindenburg et Erich Ludendorff à Kreuznach le 2 octobre 1917 guerre mondiale.

La conférence réunit au siège du haut-commandement, sous la présidence de l'empereur Guillaume II, des représentants du haut commandement d'une part, et des membres du cabinet impérial d'autre part.
Les militaires sont représentés par les Dioscures, Paul von Hindenburg et Erich Ludendorff, accompagnés de leur chef d'état-major et principal conseiller, Max Hoffmann, l'« incontournable homme de l'Est »,,.
Face à eux, Le chancelier impérial, Georg von Hertling, est accompagné de Richard von Kühlmann, le secrétaire d’État aux affaires étrangères. En dépit de sa fonction, le chancelier, vieil homme fatigué,, laisse à son ministre, dont les relations avec les militaires sont exécrables, le soin de défendre la position du gouvernement. Enfin, Karl Helfferich, chargé des négociations de paix avec le gouvernement de Lénine, assiste à cette conférence.

## Thèmes abordés
Cette rencontre fournit l'occasion d'une nouvelle confrontation entre Richard von Kühlmann, le secrétaire d’État aux affaires étrangères, appuyé par le chancelier, Georg von Hertling, d'une part, et les militaires de l'autre.

### Buts de guerre territoriaux
L'ampleur du recul territorial russe constitue le principal thème abordé lors de cette conférence, les militaires se montrant partisans de refouler la Russie des pays baltes, de Pologne, d'Ukraine et du Caucase. 
En effet, lors de cette conférence, la première à se réunir alors que la paix semble à portée de main avec l'un des belligérants, Richard von Kühlmann expose sans fard la vision de la paix telle qu'elle est souhaitée par le gouvernement. Il aspire à la constitution d'États indépendants fortement liés au Reich, en Pologne, en Lituanie et en Courlande ; dans ce cadre, certaines rectifications de tracés frontaliers doivent assurer au Reich le contrôle direct de la totalité du gouvernement de Łomża ; cette annexion, proposée par Erich Ludendorff, suscite l'opposition de l'empereur Guillaume II, du gouvernement impérial et du cabinet prussien, hostiles à l'intégration au sein du royaume de Prusse de deux millions de Polonais. Ces pertes territoriales sont cependant assorties de clauses limitant leur impact sur le plan commercial : des zones franches seraient établies à Libau et à Riga, le transit entre la Russie et ces zones serait exempté de tout droit, le transport resterait cependant à la charge de l'État importateur.
La restitution des territoires austro-hongrois et ottomans occupés par les troupes russes est également évoquée ; cependant, les Dioscures envisagent une mainmise allemande sur les richesses du sol et du sous-sol, au moyen de compagnies de commercialisation contrôlées par le gouvernement allemand grâce à des participations majoritaires dans le capital de ces sociétés.

### Annexions ou influence
Depuis le printemps 1917, une sourde lutte d'influence oppose les militaires, appuyés sur les milieux nationalistes et les pangermanistes, d'une part, et les membres du gouvernement civil, appuyés sur les principaux partis représentés au Reichstag, d'autre part. 
Dans la lutte d'influence qui oppose les membres du gouvernement civil et les militaires, Richard von Kühlmann, officiellement chargé des négociations de paix, défend la nécessité de la création d’États indépendants, liés au Reich par des accords économiques, politiques et militaires de longue durée ; face à lui, Ludendorff souhaite de larges annexions en Russie, afin de réaliser le programme autarcique qu'il appelle alors de ses vœux,.
Ainsi, la conférence devient le prétexte à une nouvelle confrontation entre les militaires, partisans de larges annexions, d'une part, et les membres du gouvernement civil, partisans d'annexions limitées le long de la frontière du Reich ; cette modération des ambitions territoriales se double d'un contrôle plus souple sur les régions détachées de la Russie.

### Clauses économiques

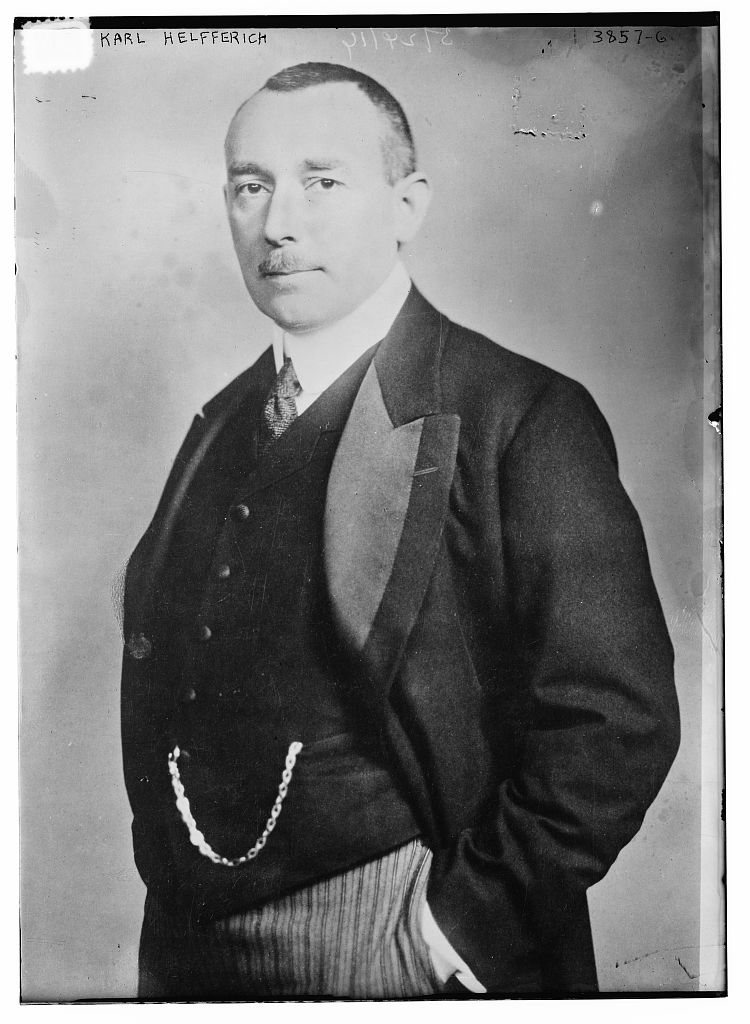
Karl Helfferich en 1915.

La conférence fournit également l'occasion pour le gouvernement et le haut-commandement d'affiner les revendications allemandes dans le domaine économique ; parmi ces clauses, les présents ne parviennent à s'accorder que sur deux d'entre elles. 
Karl Helfferich, chargé des négociations avec les Russes, aspire à la fin des clauses boycottant l'économie allemande en vigueur en Russie depuis le déclenchement du conflit. Il souhaite notamment le rétablissement pour une durée de dix années du traité de commerce germano-russe signé en 1904. De plus, les Allemands espèrent obtenir des Russes la disparition des droits de douane pour un certain nombre de minerais stratégiques pour leur industrie, le zinc, le cuivre, le fer, le plomb, le manganèse et le platine. 
Les différents participants à la conférence parviennent à définir l'établissement de la clause de la nation la plus favorisée comme norme pour les futures relations commerciales germano-russes ; cette conclusion est le fruit d'un compromis établi laborieusement parmi les personnalités assistant à cette conférence.

## Issue

### Choix des plénipotentiaires

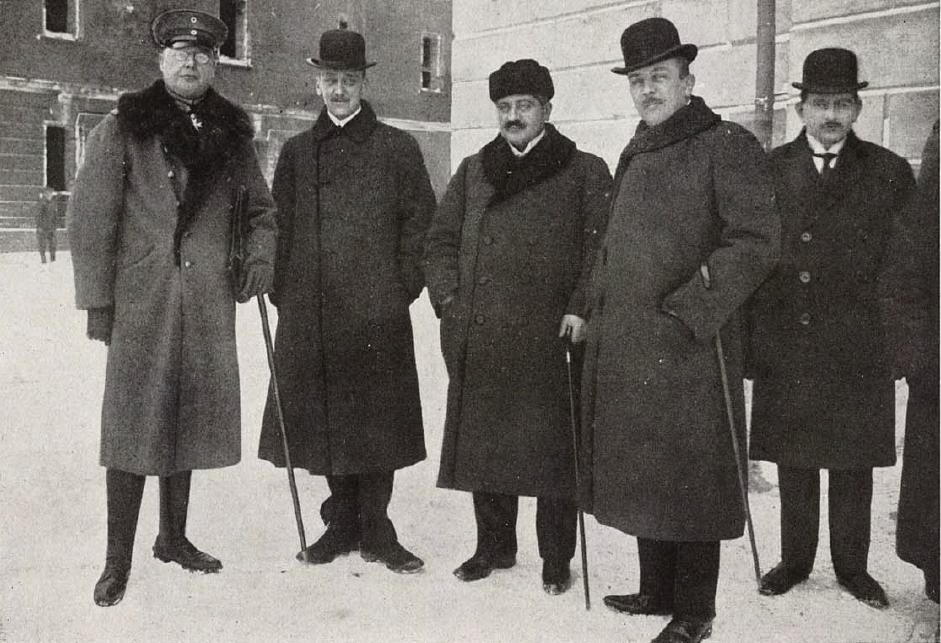
Max Hoffman et Richard von Kühlman (premier et quatrième en partant de la gauche), à Brest-Litovsk en 1917-1918.

Lors de cette conférence, la liste des plénipotentiaires allemands envoyés à Brest-Litovsk pour négocier la paix avec les représentants bolcheviks est définitivement adoptée.
La présidence de la conférence de paix avec la Russie est officiellement confiée au prince Léopold de Bavière, alors chef de l'Ober Ost, administration militaire des territoires occupés en Russie ; il ne dispose pas en droit d'une quelconque prépondérance sur les représentants des alliés du Reich. Cependant, l'égalité théorique entre le Reich et ses alliés est mal masquée par la prépondérance des Allemands dans les négociations avec les représentants du Conseil des Commissaires du peuple. 
La délégation allemande est l'objet d'âpres négociations entre les différents protagonistes de la conférence ; Richard von Kühlmann obtient la présidence de la délégation allemande, mais il doit composer avec Max Hoffmann, proche d'Erich Ludendorff. Les deux tendances principales de la politique étrangère du Reich sont ainsi représentées, les deux principaux négociateurs allemands étant accompagnés de leurs principaux conseillers.

### De l'autonomie à l'indépendance

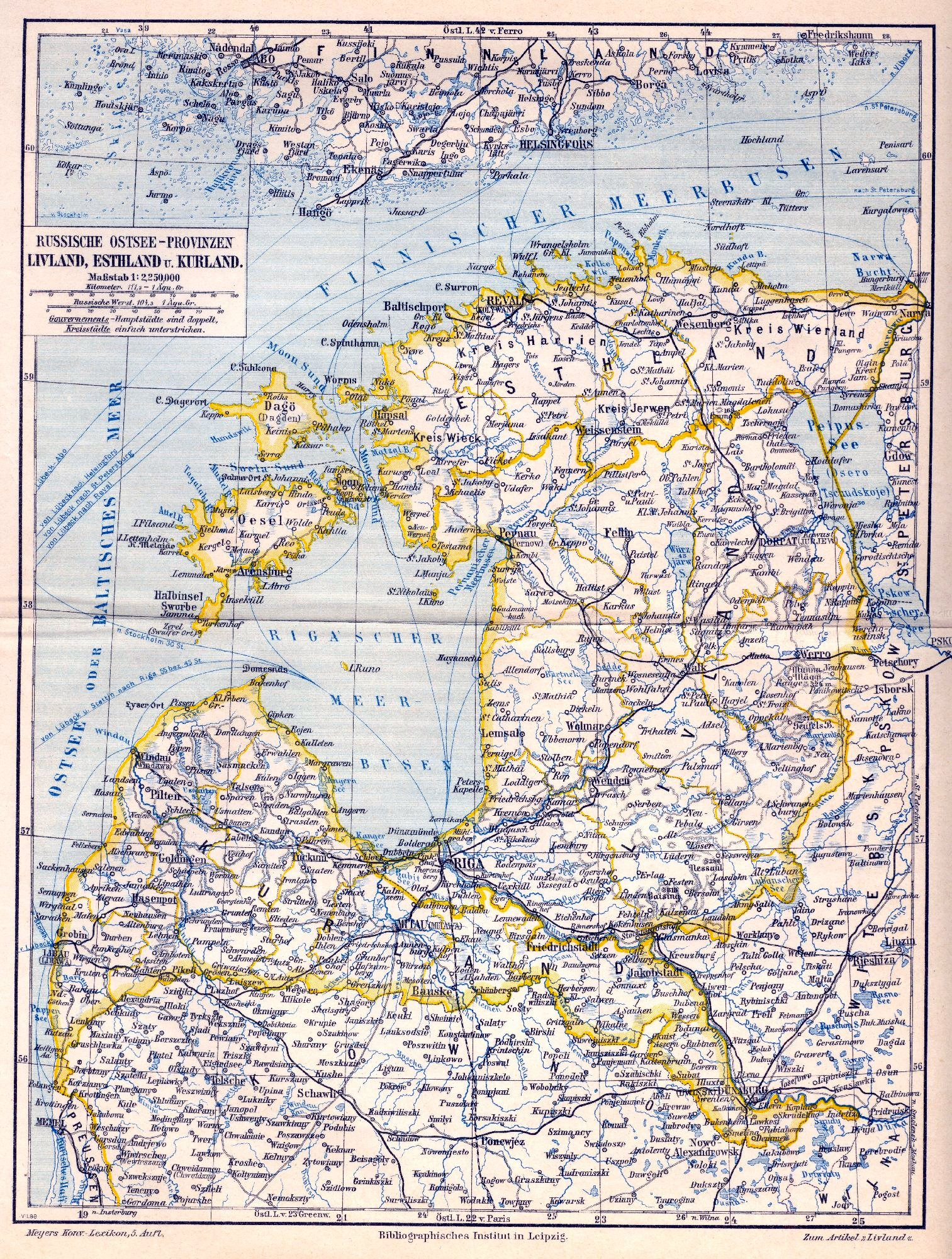
Les gouvernements d'Estonie, de Livonie et de Courlande, du Nord en Sud, dans un atlas de la fin du XIXe siècle.

Le pouvoir issu de la Révolution d'Octobre ayant remis en cause l'autonomie des régions baltes au sein de l'empire russe, les représentants allemands de ces régions, en Livonie, en Courlande et en Estonie, proches de Ludendorff, demandent une intervention militaire allemande. 
Les députés des Landtäge baltes appuient leur demande de soutien au Reich sur les termes du traité de Nystad, garantissant aux provinces baltes de l'empire russe non seulement une autonomie interne, remise en cause, selon les députés, par la politique du nouveau pouvoir russe, mais aussi la capacité de conclure des alliances avec des puissances étrangères.
Le 19 décembre 1917, l'empereur, son secrétaire d’État et les militaires prennent la décision officielle de soutenir les revendications séparatistes des germano-baltes, en annonçant pour la première fois soutenir les démarches entreprises par les Landtäge, composés en majorité de représentants des Germano-Baltes. Ce soutien n'est cependant pas sans équivoque, car le gouvernement impérial reste vague sur les formes futures du contrôle allemand sur les pays baltes,.
Les participants à cette conférence gouvernementale évoquent également la nature du contrôle que le Reich pourrait exercer sur l'Ukraine et sur la Finlande, alors toutes deux en pleine ébullition sociale et politique ; la diète de Finlande et la Rada ukrainienne ont proclamé l'indépendance respectivement les 6 et 7 décembre précédents. Face à cette situation nouvelle, les participants à cette conférence ne parviennent pas à définir lors de cette rencontre une position précise au sujet de ces déclarations d'indépendance finlandaise et ukrainienne,,,.